# Barasana
I Barasana  sono un gruppo etnico della Colombia e del Brasile con una popolazione stimata in circa 1.000 individui.

## Lingua
Parlano la lingua Barasana che appartiene alla famiglia linguistica tucano. Si fanno chiamare Hanera.

## Insediamenti
Vivono in Colombia (la maggior parte) e nello stato brasiliano dell'Amazonas. Sono stanziati principalmente sui torrenti Tatu, Komeya, Colorado e Lobo, affluenti del fiume Pira-Paraná, e sul corso dello stesso Pira-Paraná, in Colombia. Alcuni gruppi si trovano anche nell'area del bacino del fiume Uaupés, in Brasile.